# Springmesser

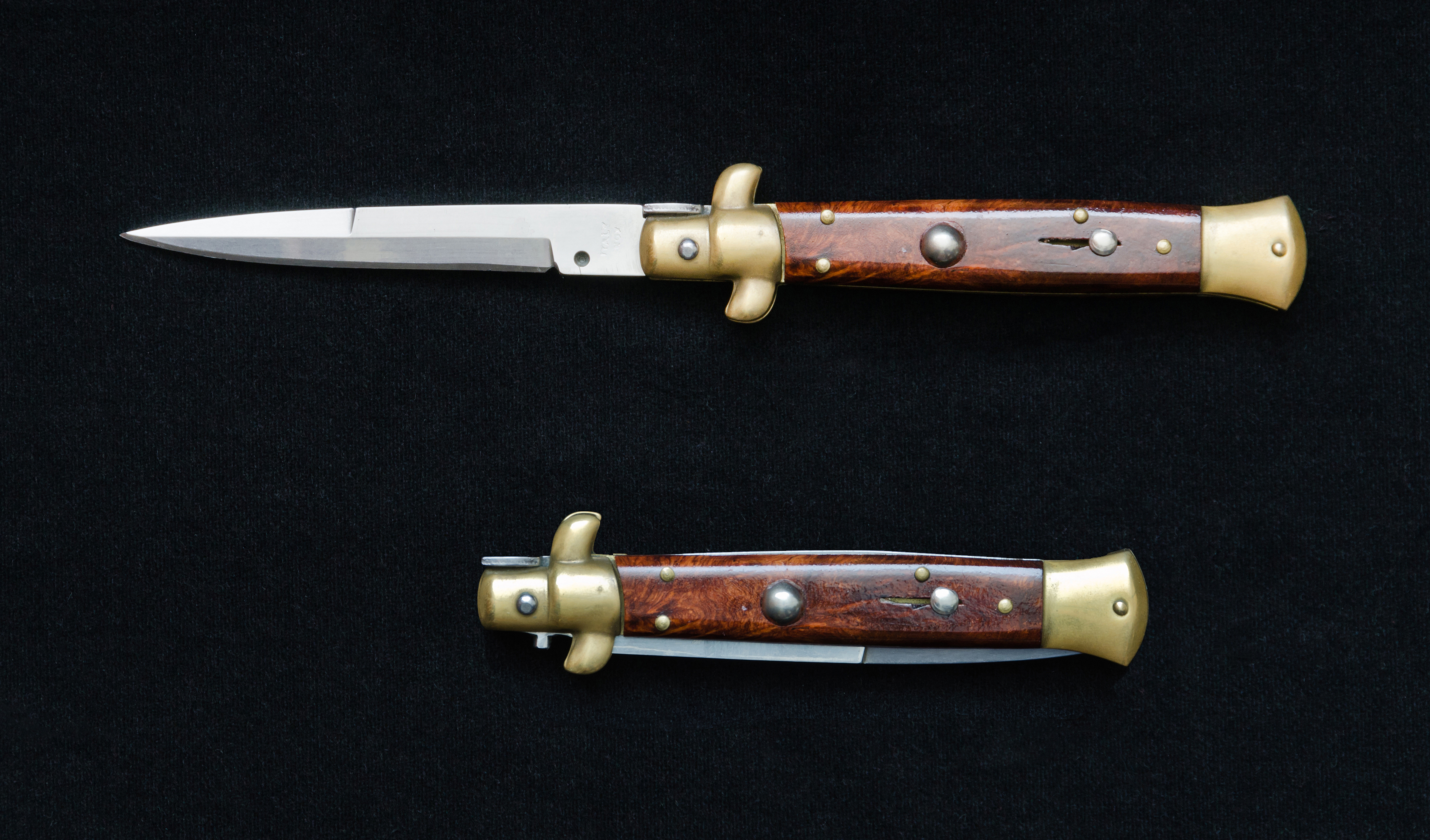
Typisches Stiletto

Springmesser (auch Schnappmesser, in der Schweiz und Süddeutschland auch Stellmesser, in Österreich auch Springer genannt) sind Messer, deren Klingen nach Betätigen eines Knopfes oder Hebels aus dem Heft hervorschnellen und arretieren. Häufig schleudert dabei eine Feder die Klinge in einem Bogen nach vorn. Bei sogenannten OTF-Messern (out of the front) wird die Klinge linear aus dem Griff geschleudert. Bei schlecht oder unsauber verarbeiteten Exemplaren ist die Verriegelung oftmals unsicher, während sie bei Qualitätsmessern zumeist wirksam ist. Der Mechanismus aller Springmesser ist aber recht schmutzempfindlich. Fälschlicherweise werden Springmesser häufig generell als Stiletto bezeichnet, der Begriff ist jedoch nur für solche Springmesser mit spitz zulaufender Klinge, Parierelement und charakteristischem Griff zutreffend. Das Design entstand in den 1950er Jahren in Italien. Ursprünglich ist das Stiletto ein aus dem Mittelalter stammender Dolch mit dreikantiger Klinge.

## Rechtslage
Die Rechtslage zu Springmessern ist international uneinheitlich. Streng sind die Regelungen in einigen Ländern der Europäischen Union.

### Deutschland
Springmesser sind nach dem Waffengesetz (WaffG) verbotene Gegenstände. Ausgenommen sind seitwärts öffnende Springmesser, deren Klingen nicht zweiseitig geschliffen sind und höchstens 85 mm aus dem Griff herausragen, seit 31. Oktober 2024 gelten die Ausnahmen aber nur noch „soweit ein berechtigtes Interesse besteht, das eine einhändige Nutzung erforderlich macht, oder der Umgang im Zusammenhang mit der Berufsausübung erfolgt“ (siehe auch unten „Amnestie“). Ein berechtigtes Interesse kann z. B. bei Jägern, Seglern und Bergsteigern vorliegen. Kein berechtigtes Interesse ist jedoch die Selbstverteidigung.
Mit der Änderung des WaffG vom 1. April 2008 waren weitergehende Bestimmungen entfallen. Bis zu diesem Zeitpunkt musste die Breite der Klinge mindestens 20 % der Klingenlänge betragen, und das Messer musste einen durchgehenden Rücken aufweisen, der sich zur Schneide hin verjüngt.
Davon unberührt blieben letztgenannte Springmesser Waffen im Sinne des WaffG, womit der Umgang ein Mindestalter von 18 Jahren voraussetzt (zum weitgehenden Verbot ab 31. Oktober 2024 siehe oben).
Obwohl andersartige Messer wie „Feuerzeugmesser“ den Waffenbegriff als Springmesser erfüllen, gelten sie laut Feststellungsbescheid des BKA nicht als Waffe. Somit sind sie auch kein verbotener Gegenstand.
Voraussetzungen hierfür sind allerdings:
- die Klingenlänge darf 50 mm nicht überschreiten,
- die Klingenbreite muss mindestens 20 % der Klingenlänge betragen,
- die Klinge darf nicht zweiseitig geschliffen sein.

Eine weitere Ausnahme bilden Rettungsmesser in Form eines Springmessers, die
- einen geraden, durchgehenden Rücken haben und dieser sich zur Schneide hin verjüngt und
- anstelle der Spitze abgerundet und stumpf sind und
- im vorderen Teil hinter dieser abgerundeten Klingenspitze eine hakenförmige Schneide haben
- eine gebogene Schneide haben, deren Länge 60 % der Klingenlänge nicht übersteigt
- deren Schneide im hinteren Bereich einen wellenförmigen Schliff aufweist.[6]

Amnestie
§ 58 Abs. 24 WaffG legt fest:
„Wer ein am 31. Oktober 2024 unerlaubt besessenes Springmesser bis zum 1. Oktober 2025 einem Berechtigten, der zuständigen Behörde oder einer Polizeidienststelle übergibt, wird nicht wegen unerlaubten Erwerbs, unerlaubten Besitzes, unerlaubten Führens auf dem direkten Weg zur Übergabe an die zuständige Behörde oder Polizeidienststelle oder wegen unerlaubten Verbringens bestraft. Der vormalige unerlaubte Erwerb, der vormalige unerlaubte Besitz oder das vormalige unerlaubte Führen oder das unerlaubte Verbringen der Springmesser bleiben für die Personen, die die Gegenstände nach Satz 1 einem Berechtigten, einer zuständigen Behörde oder einer Polizeidienststelle übergeben haben, in Bezug auf ihre im Verwaltungsverfahren zu beurteilende waffenrechtliche Zuverlässigkeit sanktionslos.“

### Österreich
Der Erwerb, die Einfuhr, der Besitz und das Führen von Waffen (ausgenommen Schusswaffen und verbotene Waffen), somit auch von allen Messern, unabhängig von Klingenlänge und -breite bzw. Öffnungs- oder Verschlussmechanismus, sind allen Personen über 18 Jahren, gegen die seitens der Behörde nicht ein Waffenverbot verhängt wurde, gestattet. Seit einer Änderung des Waffengesetzes 2016 ist Ausländern ohne Daueraufenthaltsgenehmigung der Besitz von Waffen verboten. Für Springmesser bestehen keine besonderen Bestimmungen.

### Schweiz
Nach dem Waffengesetz gelten Springmesser als Waffen, wenn die Klingenlänge 5 cm und die Gesamtlänge im geöffneten Zustand 12 cm übersteigen. Diese dürfen nicht erworben, übertragen oder in das schweizerische Staatsgebiet eingeführt werden. Eine Ausnahme stellt hier die Übertragung durch Erbgang dar, wobei nach Erteilung einer Bewilligung Waffen geerbt werden können.